# Pacific Air Forces

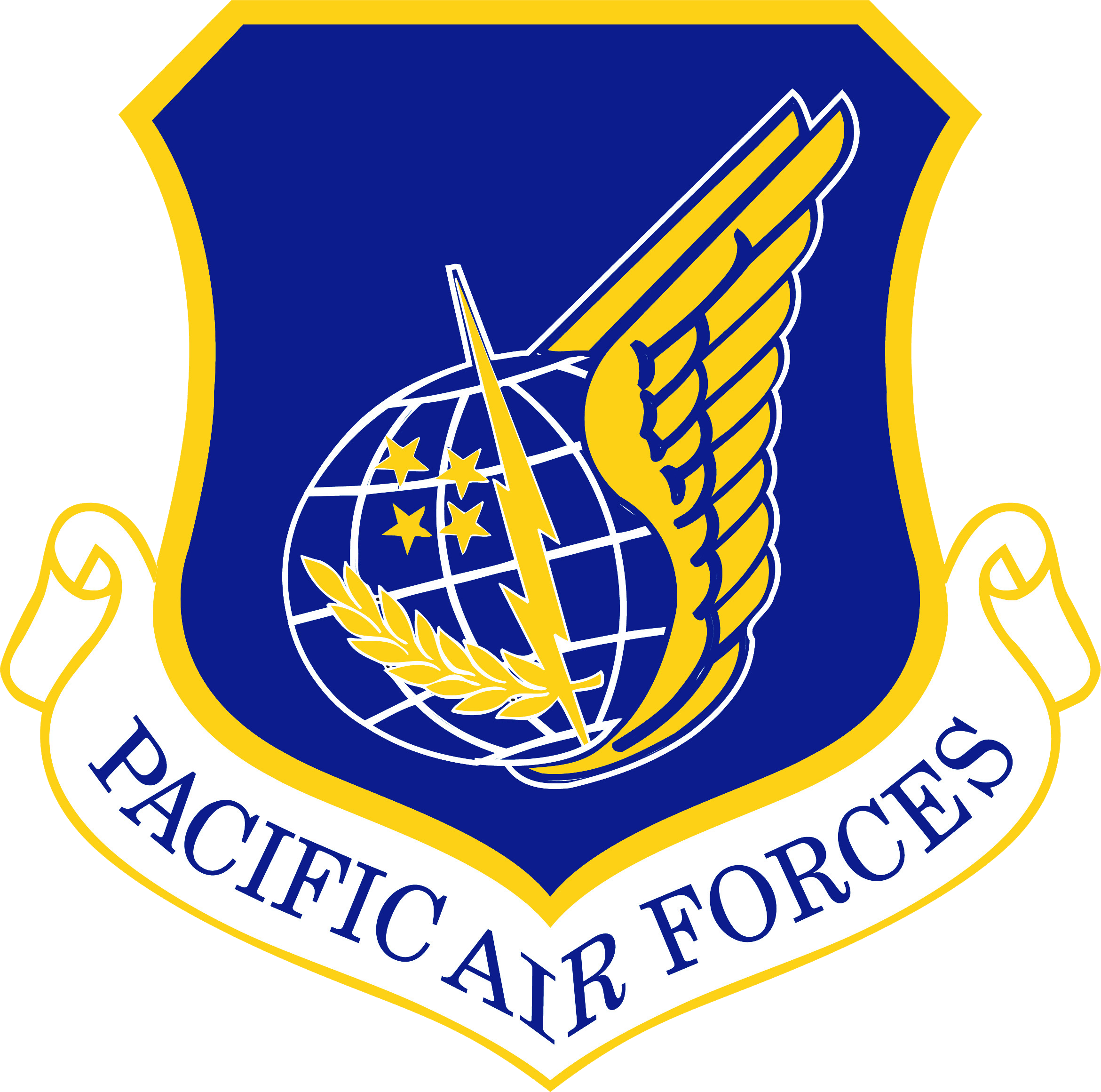
Wappen der Pacific Air Forces

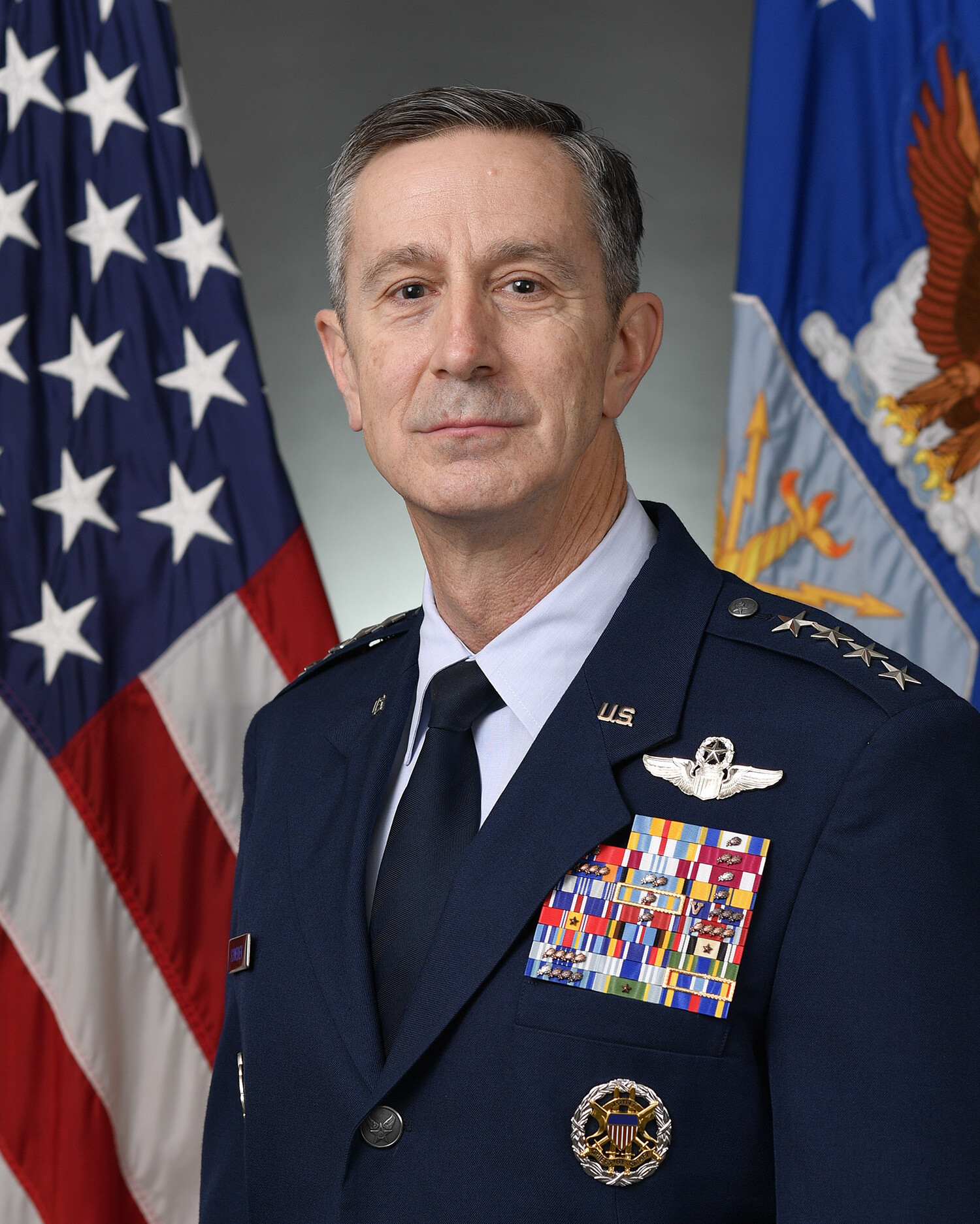
Befehlshaber General Kevin B. Schneider

Die Pacific Air Forces (PACAF; deutsch Pazifische Luftstreitkräfte) bilden neben den United States Air Forces in Europe (USAFE) eines von zwei regional ausgerichteten der insgesamt neun Hauptkommandos der United States Air Force (USAF) und dienen als Komponentenkommando für Luftstreitkräfte innerhalb des übergeordneten United States Pacific Command (USPACOM). Das Hauptquartier befindet sich auf der Joint Base Pearl Harbor-Hickam auf Hawaii. Ende September 2006 bestand das Personal der PACAF aus rund 45.900 Mitarbeitern, darunter 5.100 Reservisten und 7.900 Zivilbeschäftigte. Aktueller Befehlshaber (Sommer 2024) ist General Kevin B. Schneider.

## Auftrag
Hauptauftrag ist die Wahrung und Durchsetzung von US-amerikanischen Interessen im gesamten asiatisch-pazifischen Raum. Der Zuständigkeitsbereich reicht von der Westküste der USA bis zur Ostküste Afrikas und von der Arktis bis zur Antarktis. Der Verantwortungsbereich des PACOM und damit auch der PACAF umfasst über die Hälfte der Erdoberfläche mit einer Fläche von über 100 Millionen Quadratmeilen und 60 % der Weltbevölkerung. Besonders in Krisenfällen haben die Luftwaffenstützpunkte dieser Region eine große strategische Bedeutung.

## Unterstellte Einheiten
Zum PACAF gehören die
- 5. Luftflotte (Fifth Air Force) mit Sitz auf der Yokota AB, Japan[2]
- 7. Luftflotte (Seventh Air Force), Osan AB, Südkorea[3]
- 11. Luftflotte (Eleventh Air Force), Elmendorf AFB, Alaska[4]
- 13. Luftflotte/Kenney Warfighting Headquarters (Thirteenth Air Force), Joint Base Pearl Harbor-Hickam, Hawaii[5]

Diesen Luftflotten sind unterstellt:
- 3rd Wing (Elmendorf AFB)
- 8th Fighter Wing (Kunsan AB)
- 15th Airlift Wing (Hickam AFB)
- 18th Wing (Kadena AB)
- 35th Fighter Wing (Misawa AB)
- 36th Wing (Andersen AFB)
- 51st Fighter Wing (Osan AB)
- 354th Fighter Wing (Eielson AFB)
- 374th Airlift Wing (Yokota AB)

## Ausrüstung
Zur Ausrüstung zählen rund 325 Luftfahrzeuge unterschiedlicher Typen: Etwa 265 Kampfflugzeuge (F-15, F-16, F-22, A-10), fast 40 Transportflugzeuge (C-12, C-17, C-21, C-37, C-40, C-130), sowie einige Tankflugzeuge (KC-135), Aufklärungsflugzeuge (E-3) und Hubschrauber (UH-1, HH-60).

## Geschichte
Zunächst wurden am 31. Juli 1944 die Far East Air Forces gegründet und am 3. August desselben Jahres in Brisbane, Australien, einsatzbereit. Am 6. Dezember 1945 erfolgte die Umbenennung in Pacific Air Command, woraus am 1. Januar 1947 wiederum die Far East Air Forces wurden. Seit dem 1. Juli 1957 existieren die heutigen Pacific Air Forces.

## Liste der Kommandierenden Generale
| Name                              | Beginn der Berufung | Ende der Berufung  |
| --------------------------------- | ------------------- | ------------------ |
| Kevin B. Schneider                | 9. Februar 2024     | amtierend          |
| Kenneth S. Wilsbach               | 8. Juli 2020        | 9. Februar 2024    |
| Charles Q. Brown Jr.              | 26. Juli 2018       | 8. Juli 2020       |
| Jerry P. Martinez (kommissarisch) | 24. Mai 2018        | 26. Juli 2018      |
| Terrence J. O’Shaughnessy         | 12. Juli 2016       | 24. Mai 2018       |
| Russell J. Handy (kommissarisch)  | 11. Mai 2016        | 12. Juli 2016      |
| Lori J. Robinson                  | 16. Oktober 2014    | 11. Mai 2016       |
| Herbert J. Carlisle               | 3. August 2012      | 16. Oktober 2014   |
| Gary L. North                     | 19. August 2009     | 3. August 2012     |
| Carrol Chandler                   | 30. November 2007   | 19. August 2009    |
| Paul V. Hester                    | 2. Juli 2004        | 30. November 2007  |
| William J. Begert                 | 4. Mai 2001         | 2. Juli 2004       |
| Lansford E. Trapp (kommissarisch) | 9. April 2001       | 4. Mai 2001        |
| Patrick K. Gamble                 | 23. Juli 1998       | 9. April 2001      |
| Richard B. Myers                  | 7. Juli 1997        | 23. Juli 1998      |
| John G. Lorber                    | 12. Oktober 1994    | 7. Juli 1997       |
| Robert L. Rutherford              | 22. Januar 1993     | 12. Oktober 1994   |
| Jimmie V. Adams                   | 19. Februar 1991    | 22. Januar 1993    |
| Keine Angabe                      | 5. November 1990    | 19. Februar 1991   |
| Merrill McPeak                    | 22. Juli 1988       | 5. November 1990   |
| Jack I. Gregory                   | 16. Dezember 1986   | 22. Juli 1988      |
| Robert W. Bazley                  | 25. September 1984  | 16. Dezember 1986  |
| Jerome F. O’Malley                | 8. Oktober 1983     | 25. September 1984 |
| Arnold W. Braswell                | 8. Juni 1981        | 8. Oktober 1983    |
| James D. Hughes                   | 15. Juni 1978       | 8. Juni 1981       |
| James A. Hill                     | 3. Juni 1977        | 15. Juni 1978      |
| Louis L. Wilson Jr.               | 1. Juli 1974        | 3. Juni 1977       |
| John W. Vogt Jr.                  | 1. Oktober 1973     | 1. Juli 1974       |
| Lucius D. Clay Jr.                | 1. August 1971      | 1. Oktober 1973    |
| Joseph J. Nazzaro                 | 1. August 1968      | 1. August 1971     |
| John D. Ryan                      | 1. Februar 1967     | 1. August 1968     |
| Hunter Harris Jr.                 | 1. August 1964      | 1. Februar 1967    |
| Jacob E. Smart                    | 1. August 1963      | 1. August 1964     |
| Emmett O’Donnell Jr.              | 1. August 1959      | 1. August 1963     |
| Laurence S. Kuter                 | 1. Juli 1957        | 1. August 1959     |